# Le Trophée de Rochecombe
Le Trophée de Rochecombe est le 6e album de la série de bande dessinée La Patrouille des Castors dessiné par MiTacq sur un scénario de Jean-Michel Charlier. Il est prépublié dans le journal Spirou entre février et décembre 1958, puis publié sous forme d'album en 1960.

## Univers

### Synopsis
La Patrouille des Castors part camper à Rochecombe.  Leur route croise rapidement celle de Frédé et sa bande de voyous. Les scouts constatent rapidement qu'ils ne sont pas les bienvenus au village : des messages signé d'une tête de chacal noir les menacent. Ne se laissant pas intimider, les Castors montent leur camp.  En creusant un trou, Tapir découvre une statuette de sanglier en bronze, qui est probablement une enseigne gauloise.  Leur découverte fait l'objet de convoitise...

### Personnages
Les scouts :
- Poulain, chef de patrouille
- Chat
- Faucon (Bridoison[2], dit)
- Tapir
- Mouche

Les autres personnages :
- Frédé : chef d'une bande de voyous
- Monsieur Thomas : professeur d'histoire de Faucon
- Le Père François : le chiffonnier
- Trignol / Dormeau : gangster

## Historique
Après des aventures plus exotiques, souhaitées par MiTacq et que Jean-Michel Charlier estimait comme une erreur, cet épisode revient à une intrigue plus plausible, selon le scénariste dans une lettre adressée à Charles Dupuis, en 1958.

## Publication

### Revues
Publié dans Spirou du 20 février (n° 1036) au 4 décembre 1958 (n° 1077).

### Album
Publié en album en 1960, aux éditions Dupuis. Il a ensuite été réédité en janvier 1967 (avec un numéro 6, sur la couverture), en janvier 1974, en janvier 1985 (en album cartonné). Il a ensuite été réédité dans le 2e tome de la série Tout MiTacq, Les Castors - Sur des pistes incertaines, publié en avril 1990 et dans le 2e tome de L'intégrale de la Patrouille des Castors, en septembre 2011.

### Couverture de l'album
La couverture de l'album représente Poulain descendant le long d'une corde tendue par Chat, sous le regard de Faucon, dans un décor de flammes.

### Une mise en film
Les Scouts d'Europe français en 2019 en ont fait un court métrage de 32 minutes, disponible sur Youtube.